# مارسلو دیگلی دامیائو
مارسلو دیگلی دامیائو (پرتغالی: Marcelo Dilglay Damiao؛ زادهٔ ۱۹ مارس ۱۹۷۵) بازیکن بسکتبال برزیلی‌تبار اهل ایتالیا بود.
از باشگاه‌هایی که در آن بازی کرده‌است می‌توان به باشگاه بسکتبال پالاسانسترو وارزه اشاره کرد.